# Rödstjärtad trädlöpare
Rödstjärtad trädlöpare (Microxenops milleri) är en fågel i familjen ugnfåglar inom ordningen tättingar.

## Utbredning och systematik
Fågeln förekommer från sydöstra Colombia till södra Venezuela, Guyana, östra Peru och Amazonområdet (Brasilien). Tidigare inkluderades den bland uppnäbbarna i Xenops, men genetiska studier visar att den endast är avlägset släkt och istället systerart till vitstrupig trädlöpare (Pygarrhichas albogularis). Arten placeras därför numera i det egna släktet Microxenops och har blivit tilldelat ett nytt svenskt trivialnamn av BirdLife Sverige istället för rödstjärtad xenops eller rödstjärtad uppnäbb.

## Status och hot
Arten har ett stort utbredningsområde, men tros minska i antal, dock inte tillräckligt kraftigt för att den ska betraktas som hotad. Internationella naturvårdsunionen IUCN listar arten som livskraftig (LC).